# Svatá Maří
Svatá Maří, 1976–1989: Maří, (deutsch St. Magdalena) ist eine Gemeinde in Tschechien. Sie liegt 13 Kilometer nordwestlich von Prachatice und gehört zum Okres Prachatice.

## Geographie

### Lage
Svatá Maří befindet sich nördlich des Boubín-Massivs im Böhmerwald. Das Dorf liegt am südwestlichen Fuße des Mářský vrch (905 m) über dem Tal des Bořanovický potok.
Nachbarorte sind Štítkov im Norden, Brdo im Nordosten, Lštění im Osten, Nedvíkov und Šumavské Hoštice im Südosten, Vícemily im Süden, Trhonín, Bláhov und Vimperk im Südwesten, Boubská im Westen sowie Bořanovice im Nordwesten.

### Gemeindegliederung

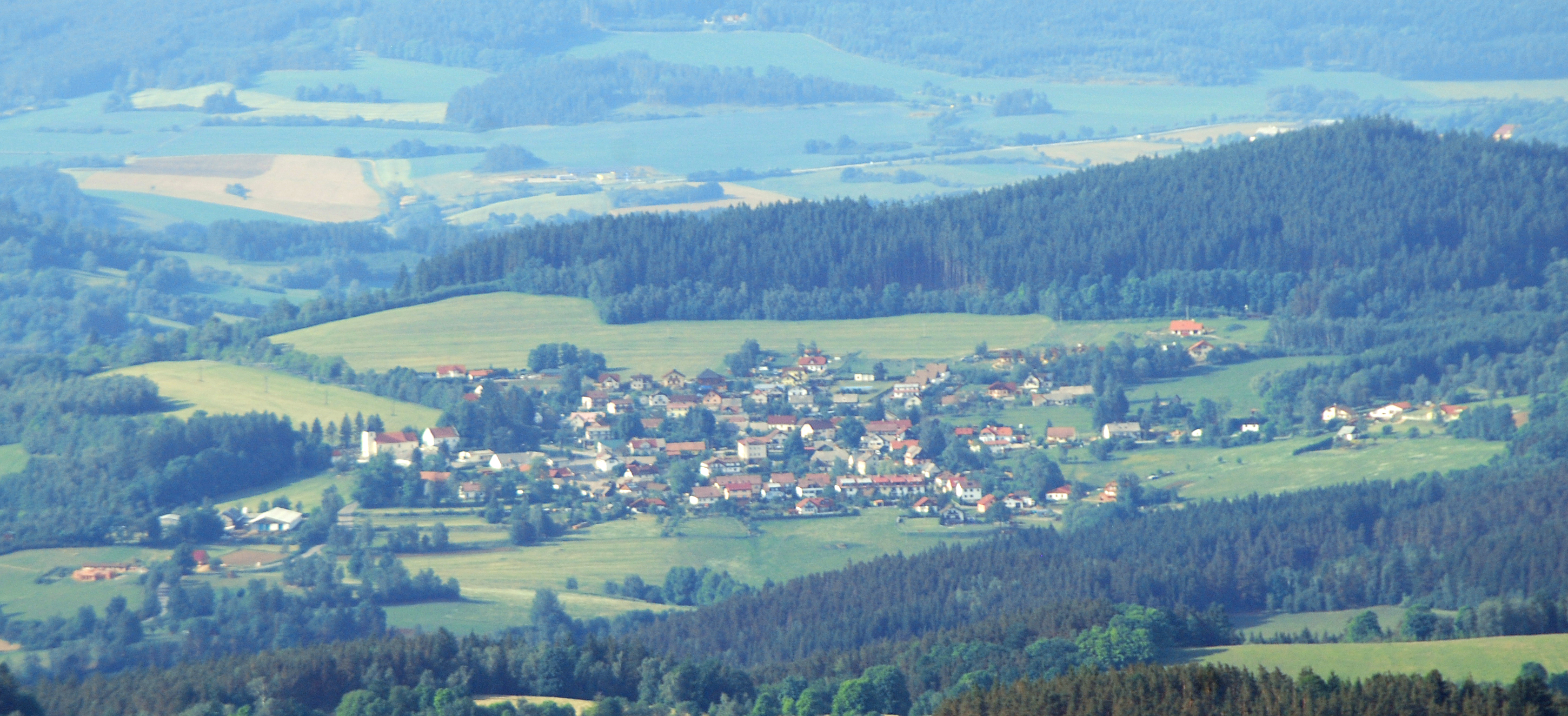
Svatá Maří von Süden (Boubín)

Die Gemeinde Svatá Maří besteht aus den Ortsteilen Brdo, Smrčná (Fichtenheid), Štítkov (Stitkau), Svatá Maří (St. Magdalena), Trhonín (Terhonin) und Vícemily (Wetzmühl) sowie den Wohnplätzen Bláhov, U Hanzlů, U Mrázů und U Zikmundů.
Das Gemeindegebiet gliedert sich in die Katastralbezirke Smrčná u Čkyně, Štítkov, Svatá Maří und Trhonín.

### Nachbargemeinden
|         | Bohumilice                                  | Bošice     |
| Vimperk | Kompassrose, die auf Nachbargemeinden zeigt | Radhostice |
|         | Buk                                         |            |

## Geschichte
Die erste urkundliche Erwähnung des Dorfes Ad S. Marie in Laz einschließlich der der hl. Maria Magdalena geweihten Kirche datiert aus dem Jahr 1352. Die Gründung des Dorfes erfolgte im Zuge der Kolonisationstätigkeit der Herren von Čestice.
1414 wurde in Laz Marie ein Kaplanat eingerichtet. Der heutige Ortsname Svatá Maří ist seit 1543 nachweisbar. Nach der Schlacht am Weißen Berg fiel das Dorf an die königliche Hofkammer, von der es 1622 Jindřich Michal Hýzrl von Chodov erwarb. Im Jahre 1650 bestand das Dorf lediglich aus sechs Häusern und der Kirche. In der Zeit um 1700 vernichteten mehrere Großfeuer Teile des Dorfes. Svatá Maří wuchs im Laufe des 18. Jahrhunderts an. 1790 standen 24 Häuser in dem Dorf. Im Jahre 1840 hatte der Ort 183 Einwohner, die in 29 Häusern lebten. Nach der Ablösung der Patrimonialherrschaften entstand 1850 die Gemeinde Svatá Maří, an die die Dörfer Dvorec, Libotyně, Lštění, Smrčná und Štítkov angeschlossen waren. Später bildeten Libotyně und Štítkov selbstständige Gemeinden. 1936 wurde auf dem Mářský vrch auf Initiative des Pfarrers von Malenice, František Teplý, ein Aussichtsturm errichtet.
1970 hatte Svatá Maří 223 Einwohner. Am 30. April 1976 wurde während der kommunistischen Herrschaft das Wort Svatá (= Heilige) aus dem Ortsnamen entfernt, und es erfolgte eine Umbenennung in Maří. Seit dem 1. Januar 1990 trägt der Ort wieder seinen alten Namen. 1980 wurde Štítkov mit den Ortsteilen Smrčná und Brdo nach Maří eingemeindet. Im selben Jahre betrug die Einwohnerzahl 210. Der derzeitige Bürgermeister František Scherer ist seit 1986 im Amt.

## Sehenswürdigkeiten
- Kirche St. Maria Magdalena, seit 1352 nachweisbar
- Pfarrhaus
- Mářský vrch mit Aussichtsturm und Fernsehsendeturm